# NGC 378
NGC 378 (другие обозначения — ESO 412-5, MCG −5-3-24, AM 0103-302, IRAS01038-3026, PGC 3907) — спиральная галактика с перемычкой (SBc) в созвездии Скульптор.
Джон Дрейер описывал её "очень слабая, очень маленькая, округлая, светлее среднего ".
По оценкам, расстояние до Млечного Пути 428 миллионов световых лет, диаметр около 190 000 световых лет.
Класс яркости NGC 378 III и имеет широкую линию HI.
Объект был обнаружен 1834 года британским астрономом Джон Гершель.
Этот объект входит в число перечисленных в оригинальной редакции «Нового общего каталога».